# 姚村镇 (太原市)
姚村镇，是中华人民共和国山西省太原市晋源区下辖的一个乡镇级行政单位。

## 行政区划
姚村镇下辖以下地区：
姚村社区、高家堡村、姚村、北邵村、枣元头村、田村、西邵村、固驿村、大元村、洞儿沟村、南峪村、黄楼村、蚕石村、槐树底村、杏坪村和圪塔村。